# Maurizio Arnesano
Maurizio Arnesano (Carmiano, 20 luglio 1960 – Roma, 6 febbraio 1980) è stato un poliziotto italiano, vittima di un agguato da parte di alcuni terroristi neofascisti appartenenti ai Nuclei Armati Rivoluzionari.
Da poco entrato nella Polizia di Stato (nel 1978), dopo aver frequentato la Scuola Allievi di Vicenza, nel 1980 Arnesano prestava servizio presso la Questura di Roma e come agente di guardia davanti all'Ambasciata del Libano, di via Settembrini.

## L'omicidio
Il 6 febbraio 1980, mentre è in servizio, viene aggredito alle spalle da due terroristi dei NAR, Valerio Fioravanti e Giorgio Vale che cercano di impossessarsi del suo mitra Beretta M-12. Nel corso della colluttazione, Fioravanti punta la pistola contro l'agente intimandogli di consegnargli la mitraglietta ma, quando Arnesano accenna una reazione, lo colpisce con tre pallottole al braccio per poi finirlo con altri quattro proiettili alla schiena mentre cerca riparo verso l'ingresso dell'Ambasciata.

## Onorificenze
Il 9 maggio 2010, in occasione del Giorno della Memoria delle Vittime del terrorismo, è stato insignito della Medaglia alla Memoria presso la Prefettura di Lecce.
Alla memoria di Arnesano, l'amministrazione comunale di Cinisello Balsamo, ha intitolato una scuola media e una via cittadina.